# Clinton (Caroline du Nord)
Pour les articles homonymes, voir Clinton.
La ville de Clinton est le siège du comté de Sampson, situé en Caroline du Nord, aux États-Unis.

## Démographie
| 1860 | 1870 | 1880 | 1890 | 1900 | 1910  |
| ---- | ---- | ---- | ---- | ---- | ----- |
| 209  | 204  | 620  | 839  | 958  | 1 101 |

| 1920  | 1930  | 1940  | 1950  | 1960  | 1970  |
| ----- | ----- | ----- | ----- | ----- | ----- |
| 2 110 | 2 712 | 3 557 | 4 414 | 7 461 | 7 157 |

| 1980  | 1990  | 2000  | 2010  | - | - |
| ----- | ----- | ----- | ----- | - | - |
| 7 552 | 8 204 | 8 600 | 8 639 | - | - |